# Femø
Femø est une île du Danemark située au nord de l'île de Lolland sur laquelle est organisé le premier camp d'été réservé aux femmes en 1971.

## Description
Femø, prononcé par les habitants comme fem-ø  est une île des eaux du Småland au nord de Lolland. L'île fait partie de la municipalité de Lolland. Sa superficie est de 11,38 km2. En 1901, l'île comptait plus de 708 habitants. Sa population est de 121 habitants en 2014. Le point culminant de l'île est à 22 mètres. L'école de l'île a fermé ses portes en 1998. Femø est l'île la plus vallonnée du Småland. Les champs sont séparés par des haies de saules. L'île est divisée en deux par une digue, Bækkenet est situé sous le niveau de la mer. Femø a deux villages : Nørreby et Sønderby. Dans le passé, la culture des fruits avec l'agriculture était l'occupation principale de l'île. Femø est connu pour le camp annuel des femmes, qui a lieu sur l'île depuis 1971, et pour le Femø Jazz Festival qui a lieu en août depuis 1970.

## Camp de femmes
Le camp de femmes est organisé pour la première fois par le mouvement des bas rouges (Red Sox) en 1971, un an après la création de ce groupe lié au mouvement de libération des femmes. Le camp est ouvert aux femmes et aux enfants, les garçons de plus de 12 ans ne sont pas autorisés à y participer. Le but du camp est d'être un forum de discussion politique et un espace de liberté pour toutes les femmes. Le camp a depuis lieu chaque année et dure 8 semaines, sauf en 2020, où il est annulé en raison de la pandémie de Covid-19. 400 femmes participent au premier camp d'été.
En 1973, le premier camp international pour femmes est organisé : une ou deux semaines du camp d'été sont réservées pour des rencontres internationales. Des féministes de toute l'Europe ou des États-Unis viennent rencontrer d'autres féministes. La rencontre devient rapidement légendaire. Les premiers rêves de matriarchies ou de  terre de femmes émergent. Les premières tensions entre les séparatistes et les militantes se font également jour : les premières veulent se retirer dans une société réservée et construite par des femmes. Les secondes veulent continuer à influencer la société et œuvrer pour l'égalité des femmes et des hommes.
En août 1974 naît l'idée de réaliser une action féministe afin de contrer la proposition des Nations unies, qui viennent d'annoncer que 1975 sera déclarée « Année de la femme ». Parmi les femmes présentes au camp d'été, la sociologue Diana E. H. Russell est présente. Elle rapportera dans l'ouvrage qu'elle a co-écrit avec Nicole Van de Ven, journaliste belge, The proceedings of the International Tribunal on Crimes against Women, que c'est lors de ce camp de 1974 qu'est évoqué pour la première fois le Tribunal international des crimes contre les femmes. Ce dernier se tiendra à Bruxelles, deux ans plus tard, en mars 1976, et accueillera près de 2000 femmes venues du monde entier. Par ailleurs, les discriminations commises à l'encontre des lesbiennes seront abordées au Tribunal avec des témoignages de femmes venant de Norvège, d'Espagne, du Mozambique, de France, de Suisse, d'Allemagne, d'Angleterre, des et des Pays-Bas.
En 1976, il y a 1300 participantes au camp d'été.
Jusqu'en 1986, le camp est officiellement affilié au mouvement de libération des femmes (Red Sox). Il est basé sur une culture féministe et consacré au développement de la solidarité entre femmes.
À partir de 1979, le camp se détache du mouvement de libération des femmes. Le camp porte une autre problématique : former les cadres des communautés lesbiennes. La première semaine lesbienne au camp d'été est mise en place en 1975. C'est un succès. Depuis 1987, le camp est organisé par une association indépendante du mouvement de libération des femmes. Depuis les années 1990, beaucoup de lesbiennes viennent passer des vacances dans un environnement où l'homosexualité est la norme.
Depuis 1999, le camp est géré par Foreningen Femø.
En 2020, le camp est décrit comme quelque chose de protéiforme où toutes les femmes ont leur place. Ce que viennent chercher la majorité d'entre elles est le sentiment de solidarité, comme à l’époque où le camp faisait partie du mouvement de libération des femmes.

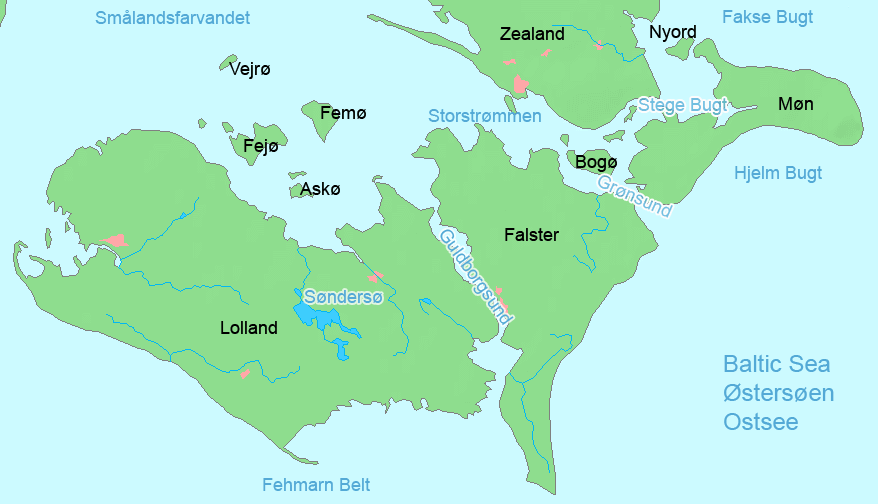
Femø est à l'ouest de Falster, au sud de Zealand, au nord d' Askø et de Lolland et à l'est de Fejø
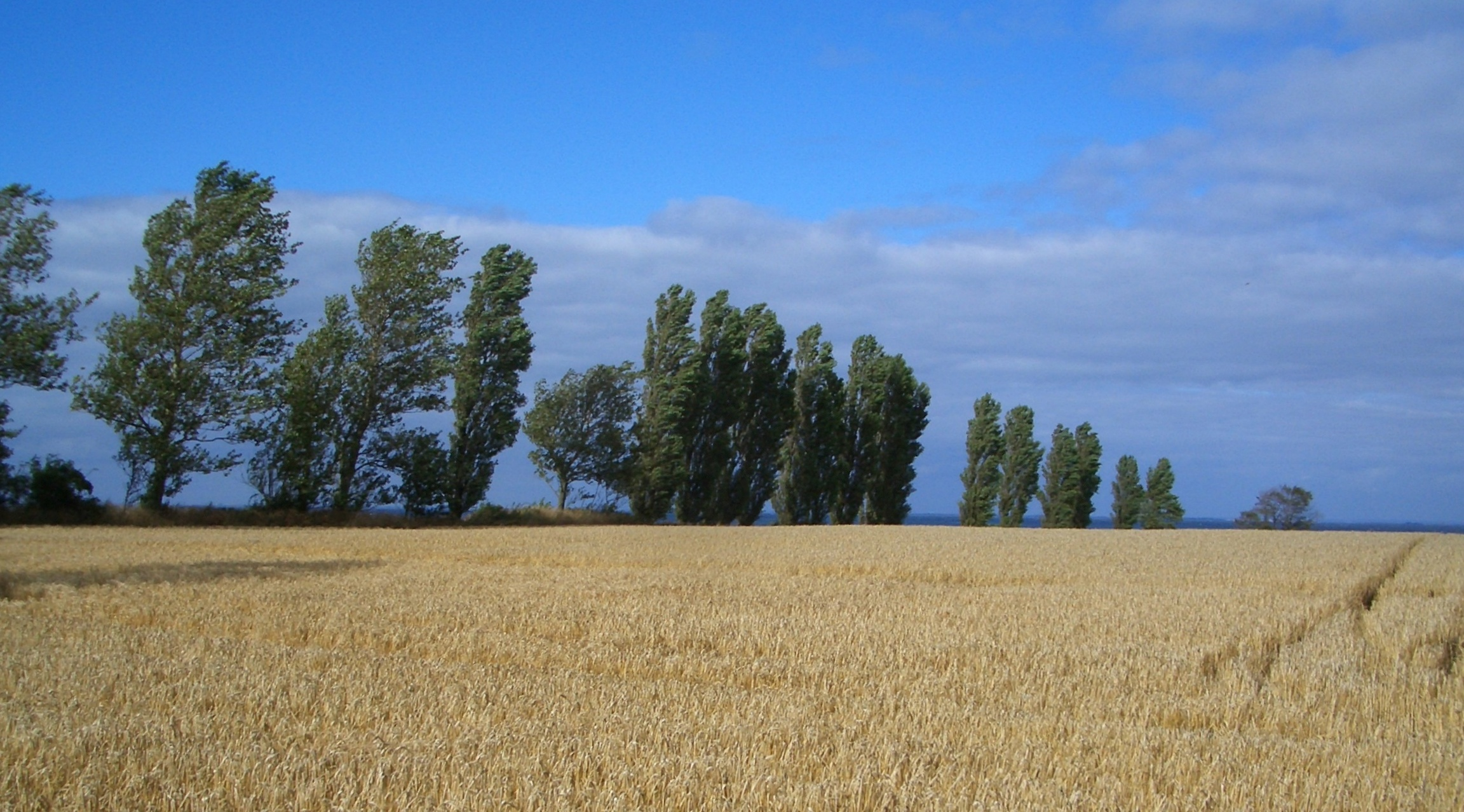
Paysage avec haie de saules
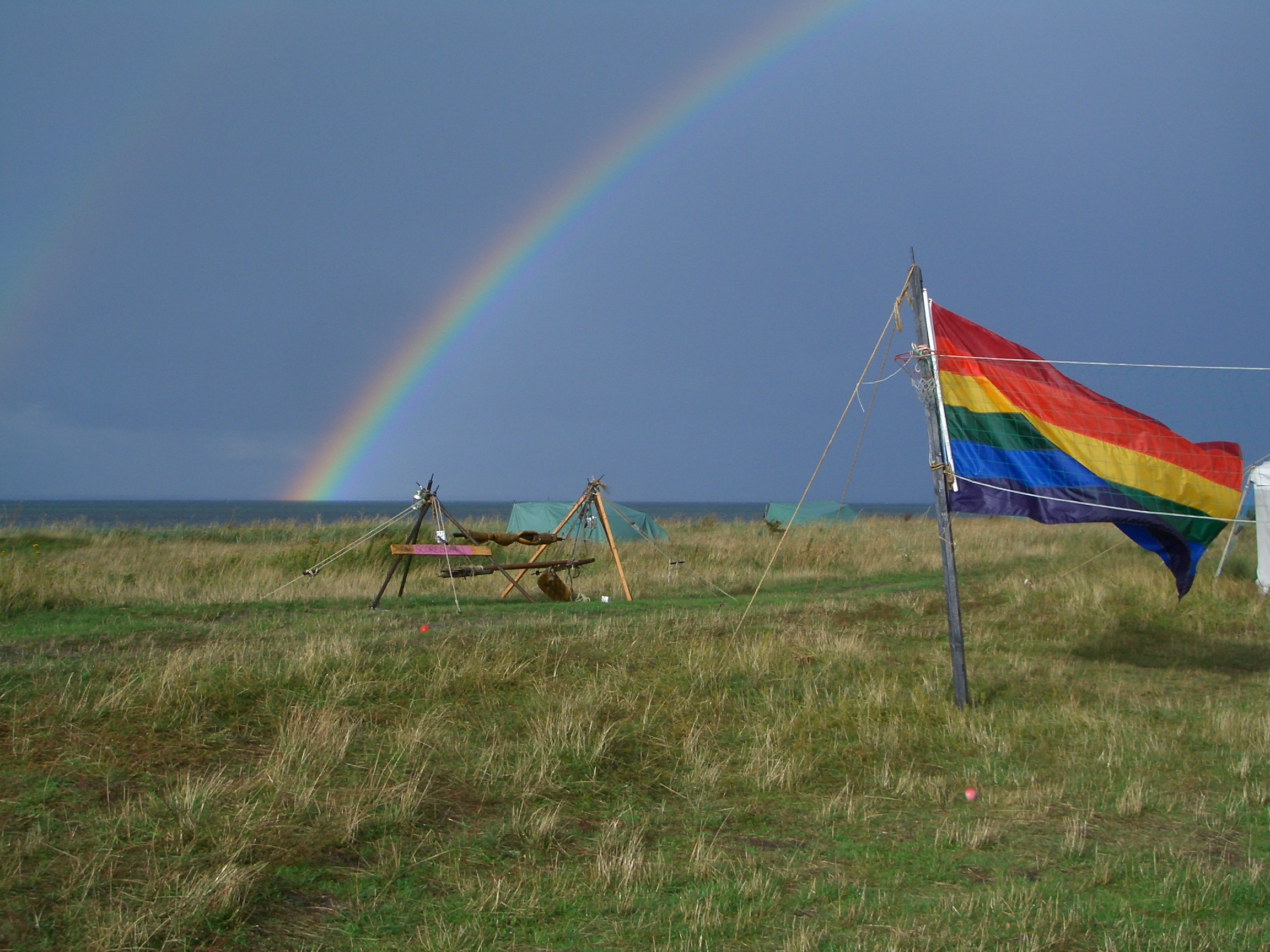
Deux arcs-en-ciel à Femø
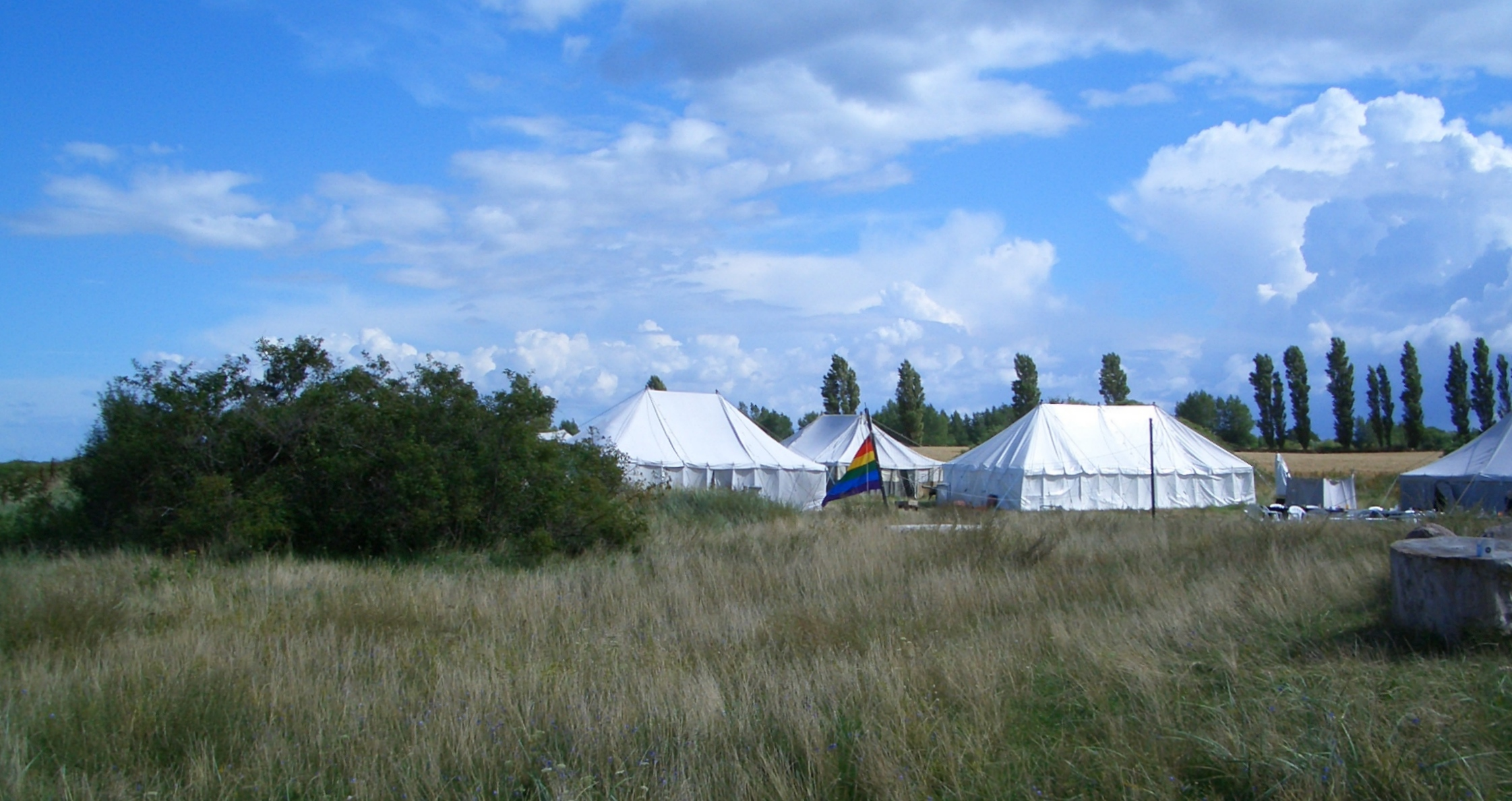
Camp d'été